# Condado de Knox (Misuri)
El condado de Knox (en inglés: Knox County), fundado en 1745, es uno de 114 condados del estado estadounidense de Misuri. En el año 2000, el condado tenía una población de 4,361 habitantes y una densidad poblacional de 20 personas por km². La sede del condado es Edina. El condado recibe su nombre en honor al Secretario de Guerra Henry Knox.

## Geografía
Según la Oficina del Censo, el condado tiene un área total de 1313 km² (506,9 mi²), de la cual 1311 km² (506,2 mi²) es tierra y 3 km² (1,2 mi²) (0.21%) es agua.

### Condados adyacentes
- Condado de Scotland (norte)
- Condado de Clark (noreste)
- Condado de Lewis (este)
- Condado de Shelby (sur)
- Condado de Macon (suroeste)
- Condado de Adair (oeste)

## Demografía
Según la Oficina del Censo en 2000, los ingresos medios por hogar en el condado eran de $27,124, y los ingresos medios por familia eran $31,741. Los hombres tenían unos ingresos medios de $22,636 frente a los $18,902 para las mujeres. La renta per cápita para el condado era de $13,075. Alrededor del 12.90% de la población estaban por debajo del umbral de pobreza.

## Transporte

### Carreteras principales
- Ruta 6
- Ruta 11
- Ruta 15
- Ruta 151
- Ruta 156

## Localidades
| - Baring - Colony | - Edina - Hurdland | - Knox City - Newark | - Novelty - Plevna |

### Municipios
- Municipio de Bee Ridge
- Municipio de Benton
- Municipio de Bourbon
- Municipio de Center
- Municipio de Colony
- Municipio de Fabius
- Municipio de Greensburg
- Municipio de Jeddo
- Municipio de Liberty
- Municipio de Lyon
- Municipio de Myrtle
- Municipio de Salt River
- Municipio de Shelton